# مديرية الصليف

تعديل مصدري - تعديل

مديرية الصليف أكبر مديريات محافظة الحديدة في غرب اليمن. بلغ عدد سكانها 6343 نسمة عام 2004. ومن أشهر سكانها قبائل النجري والكلفود و المسلط والعثمان والقصير وغيرهم من القبائل .

## الموقع
تقع مديرية الصليف شمال غرب مدينة الحديدة وتبعد عنها بمسافة 70 كم تقريباً يربطها بمحافظة الحديدة طريق أسفلتي متفرع من طريق الحديدة – جيزان، ولا يفصلهاعن جزيرة كمران سوى مسافة 3 أميال بحرية .
تشتهر مديرية الصليف بموقعها كميناء طبيعي وتمتاز بالأعماق الطبيعية التي تصل من 20 إلى 35 متراً لذا تعتبر من أهم الموانئ اليمنية .
تمتلك رصيف مجهز لرسو السفن العملاقة بالإضافة إلى منشآت صوامع ومطاحن القمح والحبوب ، كما تشتهر بمناجم الجبس والملح الصخري عالي النقاوة والذي يعتبر من أجود أنواع الملح في العالم لاحتوائه على مادة اليود الطبيعي والذي أكتشف عام 1880م وتقدر كميات الاحتياطات منه بحوالي 150مليون طن ، ويتم استخراجه وتصديره إلى مختلف بلدان العالم وتصدر كميات منه ومن الجبس الخام للخارج ، كما تعد مركزاً هاماً لصناعة السفن والقوارب التقليدية والمشغولات اليدوية .

يتبعها إداريا رأس عيسى الذي يتم من خلاله تصدير النفط اليمني ، ويقع في إطارها شاطئ بحر جابر الذي يعد مصيفاً من الدرجة الأولى للاستجمام وممارسة الرياضات المائية.

موقع مديرية الصليف في محافظة الحديدة